# Nat Quansah
Nathaniel „Nat“ Quansah (* 21. September 1953 in Odumasi, Ghana) ist ein ghanaischer Botaniker und Naturschützer. Sein botanisches Autorenkürzel lautet „Quansah“.

## Leben
Quansah absolvierte sein Grundstudium in Botanik an der University of Cape Coast, Ghana, wo er 1980 den Bachelor-Abschluss mit Auszeichnung sowie das Lehrdiplom (Diploma of Education) erhielt und 1983 zum MSc graduierte. 1986 wurde er am Goldsmiths College der Universität London mit der Dissertation A toxonomic revision of the species of 'Selaginella' Beauv. subgenus Stachygynandrum (beauv.) Bak. from West Africa and Madagascar unter der Leitung von Barry Archie Thomas zum Ph.D. in Farnkunde (Pteridologie) promoviert. Zur Vorbereitung dieser Arbeit nahm er 1985 an einer studentischen botanischen Sammelexpedition der Universität London nach Madagaskar teil. 1986 kehrte er in das Land zurück, wo er Studien über Kleinsäuger und Ethnobotanik durchführte und an der Université d’Antananarivo Lehrgänge in Ethnobotanik gab.
2008 wurde er Leiter des Sommerprogramms Madagascar: Traditional Medicine and Healthcare Systems. Von 2013 bis 2014 war er akademischer Leiter des Programms Tanzania: Zanzibar – Coastal Ecology and Natural Resource Management der School for International Training (SIT).
Quansah forscht, berät und hält Vorträge zu einem breiten Spektrum von Themen, darunter integrierte Gesundheitsversorgung, traditionelle Medizin, Erhaltung der biologischen und kulturellen Vielfalt, nachhaltige Ressourcennutzung und ländliche Entwicklung. Er entwickelte einen integrierten Ansatz für die Entwicklung des Gesundheitswesens und die Erhaltung der biokulturellen Vielfalt. In seiner Aufklärungsarbeit informiert er immer wieder die lokale und internationale Öffentlichkeit durch Radio- und Fernsehdokumentationen sowie durch populärwissenschaftliche Publikationen. 
Im Jahr 2000 wurde er mit dem Goldman Environmental Prize für seine Arbeiten zur Gesundheitsversorgung, kulturellen Tradition und zum Schutz der Wälder in Ambodisakoana, Madagaskar, ausgezeichnet. 1994 gründete er dort eine Gesundheitsklinik, die das Integrated Health Care and Conservation Program entwickelte und umsetzte. Das Programm integriert die unterschiedlichen gesundheitlichen, wirtschaftlichen, biologischen und kulturellen Hintergründe der Menschen vor Ort, um gleichzeitig die Bedürfnisse der Gesundheitsversorgung und des Naturschutzes zu erfüllen. Die Arbeit der Klinik erfolgte in Zusammenarbeit mit dem WWF und behandelte Tausende von Patienten, viele von ihnen mit einheimischen und gefährdeten Heilpflanzen.